# Never Gonna Give You Up
"Never Gonna Give You Up" là một bài hát của nghệ sĩ thu âm người Anh quốc Rick Astley nằm trong album phòng thu đầu tay của ông, Whenever You Need Somebody (1987). Nó được phát hành vào ngày 27 tháng 7 năm 1987 như là đĩa đơn đầu tiên trích từ album bởi RCA Records, đồng thời là đĩa đơn đầu tay chính thức trong sự nghiệp của Astley. Bài hát được đồng viết lời và sản xuất bởi Mike Stock, Matt Aitken và Pete Waterman thuộc đội sản xuất Stock Aitken Waterman, những người cũng tham gia quá trình sáng tác ở hầu hết những bản nhạc từ album. "Never Gonna Give You Up" là một bản dance-pop kết hợp với những yếu tố từ blue-eyed soul mang nội dung đề cập đến một chàng trai và một cô gái đã có tình cảm lẫn nhau nhưng lại không thể thổ lộ với đối phương, nhưng chàng trai khẳng định rằng anh sẽ không từ bỏ cơ hội này. Nguồn cảm hứng cho bài hát được xuất phát từ một đoạn hội thoại giữa Waterman và Astley về cảm xúc của Waterman sau khi gặp lại một cô gái sau nhiều năm.
Sau khi phát hành, "Never Gonna Give You Up" nhận được những phản ứng tích cực từ các nhà phê bình âm nhạc, trong đó họ đánh giá cao giai điệu bắt tai và nhấn mạnh nó như là một điểm nhấn nổi bật từ Whenever You Need Somebody. Ngoài ra, bài hát còn gặt hái nhiều giải thưởng và đề cử tại những lễ trao giải lớn, bao gồm chiến thắng tại giải Brit năm 1988 cho Đĩa đơn Anh quốc của năm. "Never Gonna Give You Up" cũng tiếp nhận những thành công ngoài sức tưởng tượng về mặt thương mại với việc đứng đầu các bảng xếp hạng ở 25 quốc gia trên toàn thế giới, bao gồm nhiều thị trường lớn như Úc, Bỉ, Canada, Đức, Hà Lan, New Zealand, Na Uy, Tây Ban Nha, Thụy Điển và Vương quốc Anh, nơi bài hát trở thành đĩa đơn bán chạy nhất năm 1987, và lọt vào top 10 ở tất cả những quốc gia nó xuất hiện. Tại Hoa Kỳ, "Never Gonna Give You Up" đạt vị trí số một trên bảng xếp hạng Billboard Hot 100 trong hai tuần liên tiếp, trở thành đĩa đơn quán quân đầu tiên của Astley tại đây.
Video ca nhạc cho "Never Gonna Give You Up" được đạo diễn bởi Simon West, trong đó bao gồm những cảnh Astley hát ở nhiều bối cảnh khác nhau, bao gồm một câu lạc bộ vắng vẻ, nơi anh động viên tinh thần cho một nhân viên pha chế tại đây. Để quảng bá bài hát, nam ca sĩ đã trình diễn nó trên nhiều chương trình truyền hình và lễ trao giải lớn, bao gồm The Roxy, Top Of The Pops và giải Brit năm 1988, cũng như trong nhiều chuyến lưu diễn của ông. Được ghi nhận là bài hát trứ danh trong sự nghiệp của Astley, "Never Gonna Give You Up" đã được hát lại và sử dụng làm nhạc mẫu bởi nhiều nghệ sĩ, như Kylie Minogue, Barry Manilow, Ashley Tisdale và Travie McCoy, cũng như xuất hiện trong nhiều tác phẩm điện ảnh và truyền hình, bao gồm Angry Birds, Bumblebee, Doctor Who, Happy Feet Two và The Lego Batman Movie. Ngoài ra, video cho bài hát đã trở thành nền tảng cho hiện tượng Internet "Rickrolling", dẫn đến việc nó cũng thường được gọi là "Bài hát Rickroll". Năm 2021, video ca nhạc đạt một tỉ lượt xem trên Youtube.

## Danh sách bài hát
Đĩa 7"
1. "Never Gonna Give You Up" (7" Vocal phối) – 3:32
2. "Never Gonna Give You Up" (không lời) – 3:30

Đĩa 12" tại châu Âu và Anh quốc
1. "Never Gonna Give You Up" (Cake phối) – 5:48
2. "Never Gonna Give You Up" (không lời) – 3:30
3. "Never Gonna Give You Up" (7" Vocal phối) – 3:32

## Xếp hạng
| Bảng xếp hạng (1987-88)               | Vị trí cao nhất |
| ------------------------------------- | --------------- |
| Úc (ARIA)                             | 1               |
| Áo (Ö3 Austria Top 40)                | 4               |
| Bỉ (Ultratop 50 Flanders)             | 1               |
| Canada (RPM)                          | 1               |
| Canada Adult Contemporary (RPM)       | 1               |
| Đan Mạch (IFPI)                       | 2               |
| Châu Âu (European Hot 100 Singles)    | 2               |
| Phần Lan (Suomen virallinen lista)    | 1               |
| Pháp (SNEP)                           | 6               |
| Đức (Official German Charts)          | 1               |
| Hy Lạp (IFPI)                         | 1               |
| Ireland (IRMA)                        | 2               |
| Ý (FIMI)                              | 3               |
| Hà Lan (Dutch Top 40)                 | 1               |
| Hà Lan (Single Top 100)               | 1               |
| New Zealand (Recorded Music NZ)       | 1               |
| Na Uy (VG-lista)                      | 1               |
| Nam Phi (Springbok Radio)             | 1               |
| Tây Ban Nha (AFYVE)                   | 1               |
| Thụy Điển (Sverigetopplistan)         | 1               |
| Thụy Sĩ (Schweizer Hitparade)         | 2               |
| Anh Quốc (OCC)                        | 1               |
| Hoa Kỳ Billboard Hot 100              | 1               |
| Hoa Kỳ Adult Contemporary (Billboard) | 1               |
| Hoa Kỳ Dance Club Songs (Billboard)   | 1               |

| Bảng xếp hạng (1987)                 | Vị trí |
| ------------------------------------ | ------ |
| Belgium (Ultratop 50 Flanders)       | 7      |
| Denmark (IFPI)                       | 11     |
| Europe (European Hot 100 Singles)    | 4      |
| France (IFOP)                        | 14     |
| Germany (Official German Charts)     | 14     |
| Italy (FIMI)                         | 13     |
| Netherlands (Dutch Top 40)           | 6      |
| Netherlands (Single Top 100)         | 5      |
| Switzerland (Schweizer Hitparade)    | 20     |
| UK Singles (Official Charts Company) | 1      |
| Bảng xếp hạng (1988)                 | Vị trí |
| Australia (ARIA)                     | 8      |
| Canada (RPM)                         | 2      |
| New Zealand (Recorded Music NZ)      | 15     |
| South Africa (Springbok Radio)       | 1      |
| US Billboard Hot 100                 | 4      |
| US Adult Contemporary (Billboard)    | 8      |
| US Hot Dance Club Songs (Billboard)  | 6      |

| Bảng xếp hạng (1980-89)              | Vị trí |
| ------------------------------------ | ------ |
| Netherlands (Dutch Top 40)           | 77     |
| UK Singles (Official Charts Company) | 35     |

| Bảng xếp hạng                        | Vị trí |
| ------------------------------------ | ------ |
| UK Singles (Official Charts Company) | 224    |
| US Billboard Hot 100                 | 449    |

## Chứng nhận
| Quốc gia | Chứng nhận  | Số đơn vị/doanh số chứng nhận |
| --- | ----------- | ----------------------------- |
| Úc (ARIA) | Vàng        | 35.000^                       |
| Canada (Music Canada) | Vàng        | 50.000^                       |
| Đan Mạch (IFPI Đan Mạch) | Bạch kim    | 90.000‡                       |
| Pháp (SNEP) | Bạc         | 250.000*                      |
| Đức (BVMI) | Vàng        | 500.000^                      |
| Ý (FIMI) | Vàng        | 35.000‡                       |
| Hà Lan (NVPI) | Bạch kim    | 100.000^                      |
| New Zealand (RMNZ) | 2× Bạch kim | 60.000‡                       |
| Thụy Điển (GLF) | Vàng        | 25.000^                       |
| Anh Quốc (BPI) Phát hành vật lý | Vàng        | 766,000                       |
| Anh Quốc (BPI) Phát hành nhạc số | 2× Bạch kim | 1.200.000‡                    |
| Hoa Kỳ (RIAA) | 5× Bạch kim | 5.000.000‡                    |
| * Chứng nhận dựa theo doanh số tiêu thụ. ^ Chứng nhận dựa theo doanh số nhập hàng. ‡ Chứng nhận dựa theo doanh số tiêu thụ và phát trực tuyến. |             |                               |